# Илуксте (река)
И́луксте (устар. Илукста, Иллукст, Лукста; латыш. Ilūkste) или Лукшта́ (лит. Lukšta) — река в Латвии и Литве. В Латвии течёт по территории Аугшдаугавского края, в Литве — по территории Зарасайского района. Правая составляющая Березовки, левого притока нижнего течения Западной Двины.
Длина — 53 км (по другим данным — 36 км). Вытекает из озера Лукштас с северной стороны на высоте 139,9 м над уровнем моря, в Сувекском старостве Литвы. В верхнем течении около деревни Кадаришкяй пересекает латвийско-литовскую границу. Преобладающим направлением течения является север — северо-восток. Устье Илуксте находится на высоте 86,1 м над уровнем моря, юго-восточнее населённого пункта Двиете, на границе Пилскалнской и Двиетской волостей Латвии. Уклон — 1,02 м/км, падение — 54 м. Площадь водосборного бассейна — 414 км² (по другим данным — 396 км² или 431 км²). Объём годового стока — 0,095 км³.
Основные притоки:
- левые: Рауда, Эглайне, Казупе;
- правые: Шедере, Мунде[10].